# Quint Anni
Quint Anni (en llatí Quintus Annius) va ser un magistrat i senador romà. Era de la gens Ànnia, una família d'origen plebeu.
Va formar part dels conjurats a la conspiració de Catilina l'any 63 aC. No va ser detingut juntament amb Gai Corneli Cetege i altres conjurats i la seva sort posterior és desconeguda, ja que no torna a ser mencionat.